# Abbé Lecoutre
Pour les articles homonymes, voir Lecoutre.
Paul Amédé Lecoutre, l’abbé Lecoutre, né le 29 juin 1830 à Wierre-Effroy (Pas-de-Calais) et décédé le 2 novembre 1906 à Wirwignes (Pas-de-Calais), est un curé français connu pour avoir consacré 40 ans de sa vie à agrandir, embellir et décorer son église, l’église Saint-Quentin de Wirwignes. Il s'agit d'une réalisation unique qui confère indiscutablement à l’abbé Lecoutre une place à part parmi les prêtres qui ont restauré leur église.

Un surprenant équilibre de formes et de couleurs

## Situation personnelle
Paul Amédé Lecoutre naît dans une famille honorable, très chrétienne, et aisée.
Il est le fils de Jean Claude Marie Lecoutre (1791-1873), cultivateur à Wierre-Effroy commune rurale du Pas-de-Calais située à une douzaine de kilomètres au Nord de Wirwignes, et de Louise Marie Sophie Hécart (1796-1862).
Il est le septième de leurs neuf enfants.

## Formation et carrière professionnelle
Paul Amédé Lecoutre est un homme très cultivé.
Il a reçu à Wierre-Effroy sa formation de l’instituteur public Pierre Serret et de l’abbé Jean-François Blaquart, qui étaient des proches de sa famille. Ce dernier était un curé savant et amateur d’art, qui a décoré son église; il a sans aucun doute favorisé la vocation du futur abbé Lecoutre.
Celui-ci a ensuite effectué ses études secondaires au petit séminaire de l’Institution Haffreingue à Boulogne-sur-Mer. En 1851 à 21 ans il est récompensé par un prix de philosophie.
Il a poursuivi sa formation au grand séminaire d’Arras. Il a ainsi acquis une connaissance approfondie des textes religieux fondamentaux qui ont été à la base de son œuvre.
Il a été ordonné prêtre en 1855. Après des passages à Calais, puis à Agny près d’Arras, il devient curé de Wirwignes en 1863 et le reste jusqu’à sa mort en 1906.

## Agrandissement et restauration de l’église Saint-Quentin

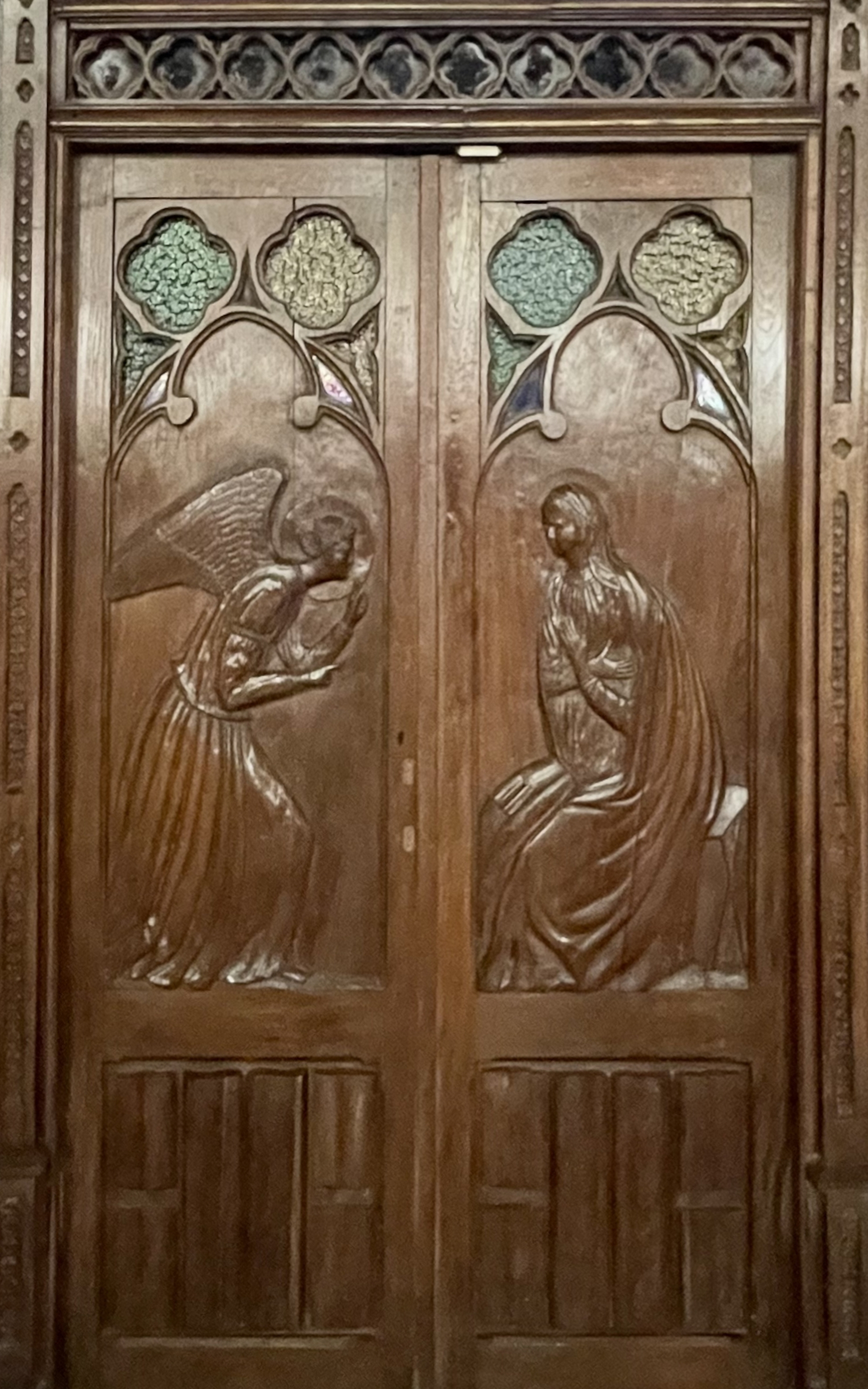
La porte latérale inspirée de l'Annonciation de Fra Angelico

L’abbé Lecoutre trouve une église qui, excepté le chœur du XVIe siècle, n’a que peu d’intérêt et qui est en outre trop petite pour les habitants de la paroisse. Le conseil de fabrique, qui administre la paroisse, avait d’ailleurs décidé l’agrandissement de l’église avant son arrivée.
Il trouve donc une situation favorable pour l’accomplissement de son projet qu’il conçoit en 1867 comme un catéchisme monumental permettant à ses paroissiens d’appréhender la Bible à travers le mobilier et la décoration intérieure de l’église. La réalisation dont il est le maître d’œuvre commence en 1869.
Seuls seront gardés le chœur et la partie basse du clocher, qui étaient reliés par la « basse église », une nef étroite et plus basse que le chœur. Celle-ci est est détruite en 1876 puis reconstruite plus large et plus haute, et huit chapelles latérales sont créées.
En 1879-1880 un niveau et une flèche le couronnant sont reconstruits sur la partie basse du clocher, à partir de plans de l’ingénieur Emile Gérard (1839-1899), natif de Boulogne-sur-Mer. C’est le réputé Charles Lévêque (1821-1889), peintre-verrier à Beauvais, qui réalisera à partir de 1882 un superbe ensemble de vitraux à partir de dessins choisis par l’abbé Lecoutre.

## Œuvre de 40 ans de sa vie
Pour le reste c’est l’abbé Lecoutre qui a réalisé lui-même pratiquement toute la construction du mobilier intérieur et la décoration, étant à la fois maître d’œuvre, peintre, sculpteur, mosaïste. Cela va évidemment considérablement minorer le coût de la réalisation.

Après avoir consacré 40 ans de sa vie à son église, le vendredi 2 novembre 1906, il tombe de son échafaudage et décède à l’âge de 76 ans. Il repose maintenant au pied de son église et la sobriété de sa tombe et de son épitaphe traduit son humilité. Située à l’extérieur de l’église, du côté nord, elle porte cette inscription: A la mémoire de M. l’Abbé Paul Lecoutre, curé de Wirwignes pendant 43 ans, 1863-1906, pieusement décédé dans sa paroisse le 12 Novembre 1906, dans sa 77e année. 

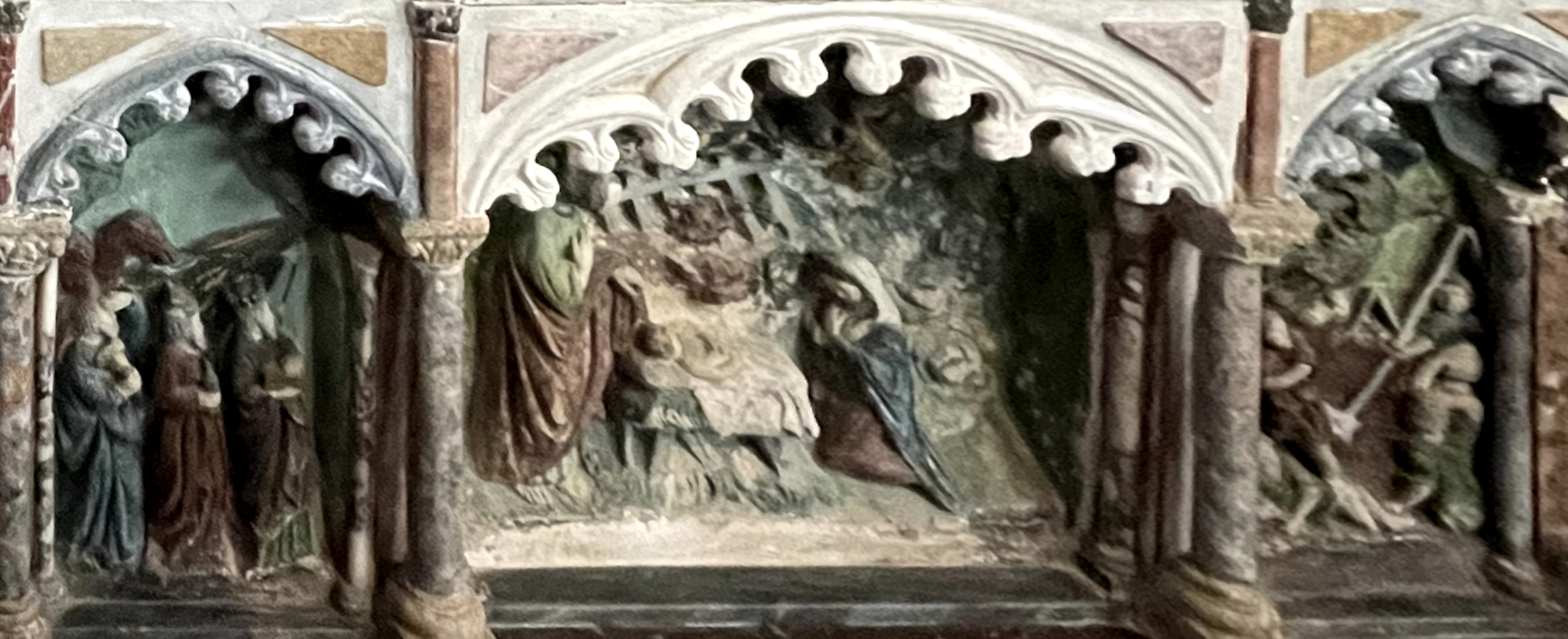
Une rare représentation de la nativité

## Un curé précurseur, voire contestataire
L’abbé Lecoutre a inscrit sur les murs de son église un nombre considérable de textes, en latin et en français. Avec le mobilier intérieur – le maître autel, les six autels des chapelles latérales, l’arc triomphal, les vitraux, la chaire monumentale, le confessionnal, le chemin de croix, etc., tous inscrits comme monuments historiques – ces textes constituent « son catéchisme illustré ».
Pour les sources l’abbé Lecoutre fait largement usage des textes apocryphes (non reconnus officiellement par l’Eglise), notamment pour ce qui concerne Anne et Joachim, les parents de Marie, et pour la vie de saint Joseph. Il apparaît souvent comme un précurseur, prenant en compte et même anticipant l’évolution de l’Église catholique. A son époque l’usage du français pour les citations de la Bible et pour les prières est réellement novateur et peut même passer pour provocateur.

## La reconnaissance

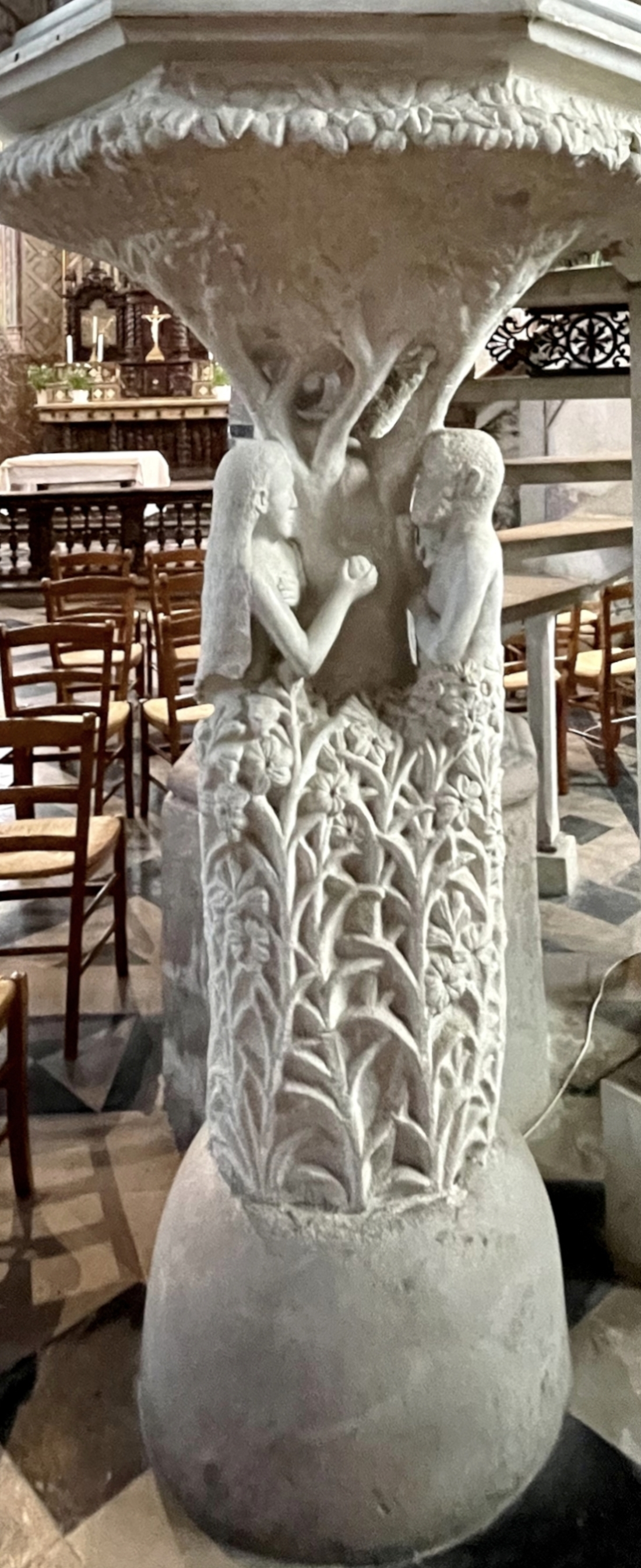
Adam et Eve au paradis terrestre

En 1914 dans leur guide touristique Peeps into Picardy les auteurs font une description élogieuse de l’’œuvre de l’abbé Lecoutre. 
« L’église se présente comme un monument glorieux de la persévérance humaine et du dévouement à une cause supérieure. C’est dans ce même esprit que nos grandes cathédrales ont été construites. » 
En 1915 une infirmière canadienne, héroïne de la Première Guerre mondiale, Clare Gass fournit sur l’église de Wirwignes un témoignage étonnant et émouvant décrivant une église « encore plus merveilleuse que la description dans Peeps into Picardy nous l’avait fait croire ».
Ce ne sera pourtant qu’en 2006 que l’église Saint-Quentin, qui « représente la vie d’un homme » sera inscrite à l’inventaire des monuments historiques, cent ans après la mort de l’abbé Lecoutre.

L’arrêté se base sur le constat suivant: 
« Considérant que l’église Saint-Quentin de Wirwignes présente un intérêt du point de vue de l’histoire et de l’histoire de l’art, suffisant pour en rendre désirable la protection comme une œuvre d’art totale, création originale de l’abbé Lecoutre, et un édifice pionnier dans l’émergence de l’Art naïf en France dans le dernier tiers du XIXe siècle ».

## Son art
La première visite à l’église procure d’abord une sensation d’étonnement:
« les yeux des visiteurs s’écarquillent de stupeur; » « les murs, les voûtes et les colonnes regorgent de couleurs et d’ornements: peintures, mosaïques de marbre, sculptures, inscriptions pieuses. » 
L'ensemble présente incontestablement un surprenant équilibre de formes et de couleurs.
Il faut ensuite prendre le temps d’observer et de comprendre l’œuvre de l’abbé Lecoutre pour en saisir toute la richesse, car, pour élogieux qu’ils soient, les constats que l'église est un « édifice pionnier dans l’émergence de l’Art naïf », qui évoque le palais idéal du facteur Cheval, ou encore « un chef-d’œuvre d’art populaire », minimisent en fait la portée et la teneur de l’art de l’abbé Lecoutre.
Les similitudes qui peuvent être trouvées avec des artistes aussi renommés que Fra Angelico, Raphaël, Vincent Van Gogh, Marc Chagall ou David Hockney, et également avec des réalisations majeures de l’architecture, tant gothique que romane, ou encore avec des bandes dessinées religieuses, montrent bien que cet art ne peut pas et ne doit pas être enfermé dans une catégorie.

## Quelques exemples
Quelques exemples suffisent pour montrer l’éclectisme et la richesse de l’art de l’abbé Lecoutre et illustrer la diversité de ses sources.

### La scène de l'Annonciation
A l’entrée de l’église la porte en bois à deux battants du sas d’entrée latéral, l’une de ses premières réalisations, est une scène classique remarquablement sculptée par l’abbé Lecoutre. Elle reproduit une partie de l’Annonciation de Cortone, peinte vers 1433-1434, du peintre italien Fra Angelico, l’une des plus grandes réalisations de la Renaissance italienne avec une maîtrise de la perspective impressionnante.

### La nativité de Jésus

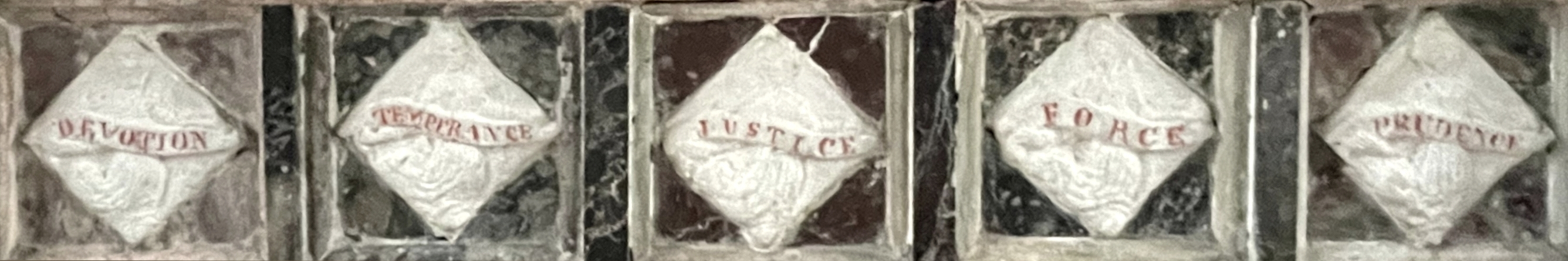
Les vertus du maître-autel

Sur l’autel de la chapelle de la Vierge, également l’une de ses premières réalisations, la crèche qui montre la nativité de Jésus peut paraître conventionnelle, mais il s’agit en fait d’une rare représentation avec Jésus et seulement deux personnages féminins, Marie et Salomé, l’une des deux sages-femmes décrites dans les textes apocryphes.

### Les vertus

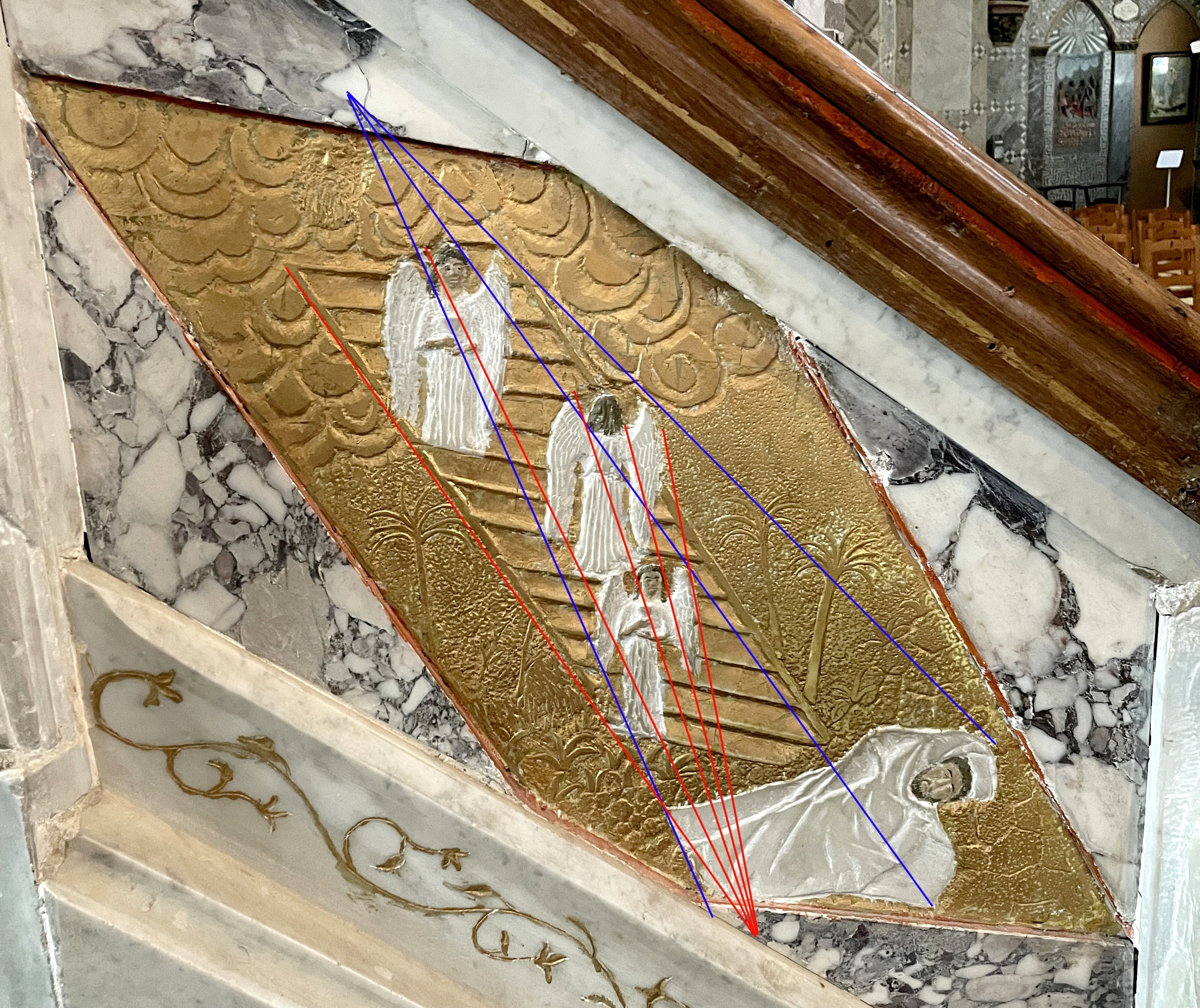
Le songe de Jacob: une leçon de perspective par l'abbé Lecoutre

Sur la partie supérieure du maître-autel, l’abbé Lecoutre a réalisé un ensemble de bas-reliefs qui s’intègrent à l’apparence classique de l’ensemble. Ils représentent des anges tenant des banderoles où sont inscrites des vertus. Ils ont clairement une inspiration romane et peuvent être rapprochés du tympan des 11e et 12e siècles de l’abbatiale Sainte-Foy de Conques (Aveyron).

### Adam et Eve
L’une des dernières réalisations de l’abbé Lecoutre la grande statue en marbre de Carrare d’Adam et Eve au paradis terrestre, soutient la chaire monumentale. La botte de lys qui représente le Paradis Terrestre et l’Arbre du Bien et du Mal sont remarquables.
Elle a souvent été considérée comme une œuvre naïve. L'abbé Lecoutre lui a aussi donné une dimension populaire en prenant pour modèles son voisin et l’une de ses petites-nièces.

### Le songe de Jacob

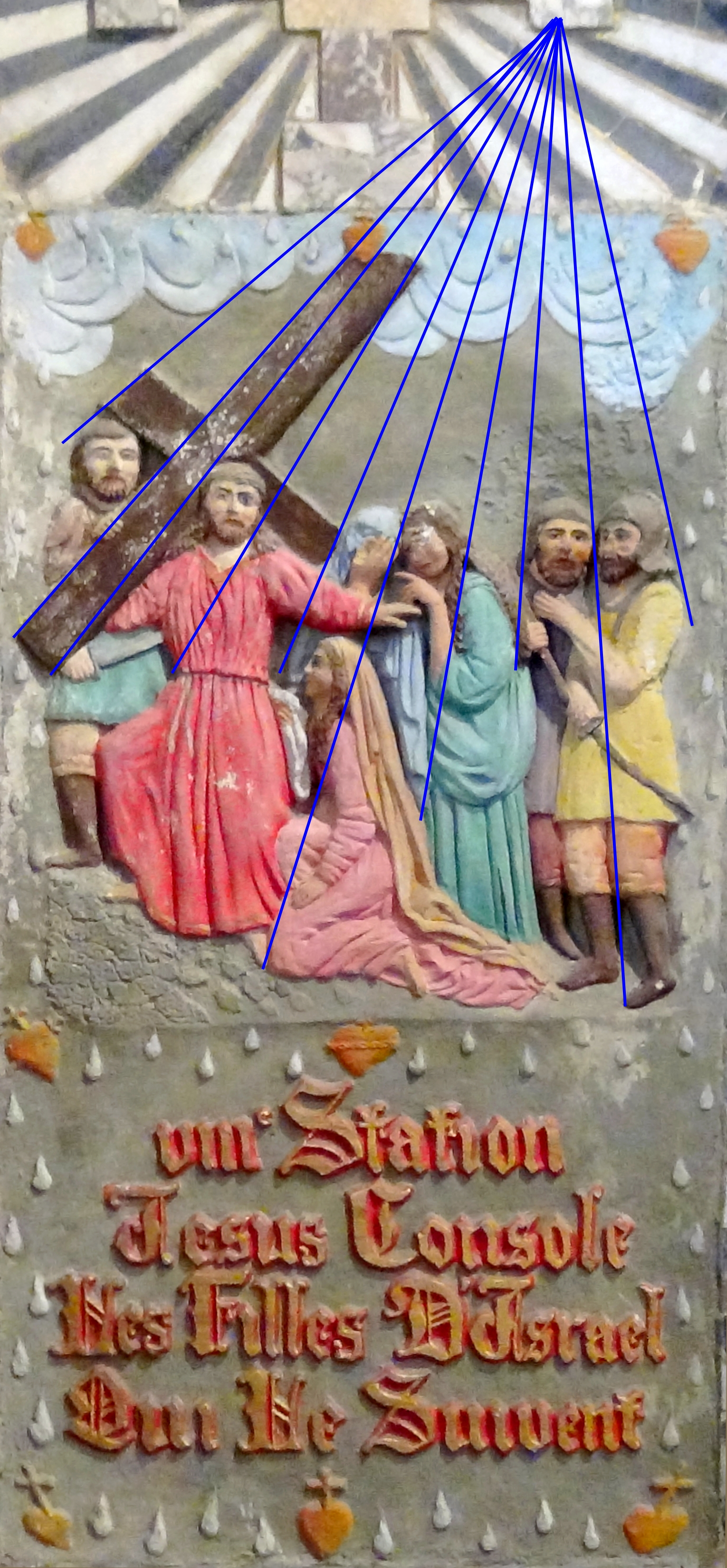
Une étonnante utilisation de la perspective dans le chemin de croix

Sur cette chaire le bas-relief du songe (ou l’échelle) de Jacob illustre la singularité de l’abbé Lecoutre qui, contrairement aux représentations habituelles, n'a délibérément représenté que des anges descendants, alors que les textes bibliques parlent d'anges qui montent et qui descendent.
Sur le plan artistique, elle peut être rapprochée de la chaise de son célèbre contemporain Vincent Van Gogh et de la version qu’en a réalisée David Hockney, avec l’utilisation d’une perspective inversée.
L'échelle apparaît ainsi clairement comme le trait d'union entre le ciel et la terre. L'abbé Lecoutre accentue son message sur l'importance des anges descendant avec des marches qui, comme les carreaux de la chaise de Van Gogh, ne sont pas parallèles et avec des anges dont la taille est à l'opposé des règles classiques, le sujet le plus lointain étant le plus grand.

### Le chemin de croix
Le chemin de croix, dont les stations sont explicitées à l’intérieur même du cadre, font penser à une bande dessinée populaire.
Mais ici encore l'utilisation de la perspective est incompatible avec l'hypothèse d'un artiste autodidacte.

## Conclusion
Les premières réalisations de l'abbé Lecoutre relèvent d'un art conventionnel. Il a d'abord dû faire accepter son travail.
Il a ensuite évolué vers un art plus populaire, voire plus naïf, mais cela répondait à sa motivation première de s'adresser à ses paroissiens avec une représentation plus familière et un message plus accessible.
L'art de l'abbé Lecoutre ne peut pas et ne doit pas être enfermé dans une catégorie.